# Sainte-Anne (Martynika)
Sainte-Anne – miasto na Martynice (departament zamorski Francji), w południowej części wyspy. W 2004 roku mieszkało tu 4 910 osób. 
Miasto jest jednym z ważniejszych ośrodków turystycznych wyspy. W pobliżu znajdują się najbardziej uczęszczane plaże wyspy - Les Salines, Anse Caritan oraz plaże przy przylądku Cap Chevalier. 